# Kim Yun-Hee
Kim Yun-Hee (en coreano: 김윤희; 23 de marzo de 1994) es una deportista surcoreana que compitió en tiro con arco, en la modalidad de arco compuesto. Ganó cuatro medallas en el Campeonato Mundial de Tiro con Arco al Aire Libre, en los años 2015 y 2021.

## Palmarés internacional
| Campeonato Mundial al Aire Libre | Campeonato Mundial al Aire Libre | Campeonato Mundial al Aire Libre | Campeonato Mundial al Aire Libre |
| Año                              | Lugar                            | Medalla                          | Prueba                           |
| -------------------------------- | -------------------------------- | -------------------------------- | -------------------------------- |
| 2015                             | Copenhague (Dinamarca)           | Medalla de oro                   | Individual                       |
| 2015                             | Copenhague (Dinamarca)           | Medalla de oro                   | Equipo mixto                     |
| 2015                             | Copenhague (Dinamarca)           | Medalla de bronce                | Equipo                           |
| 2021                             | Yankton (Estados Unidos)         | Medalla de bronce                | Equipo mixto                     |